# Qualificazioni alla Coppa delle nazioni UNCAF 1995
Sono elencate di seguito le date e i risultati per le qualificazioni alla Coppa delle nazioni UNCAF 1995.

## Formula
7 membri UNCAF: El Salvador (come paese ospitante), Belize, Costa Rica, Guatemala e Honduras sono qualificati direttamente alla fase finale. Rimangono 2 squadre per 1 posto disponibile per la fase finale: le qualificazioni si compongono di un turno unico.
- Playoff - 2 squadre, giocano partite di andata e ritorno. La vincente si qualifica alla fase finale.

## Playoff
| Panama 22 ottobre 1995                                | Panama    | 2 – 0 | Nicaragua | Estadio Rommel Fernández |
| \| \| \| \| \| Pino 67’ Medina 89’ \| Marcatori \| \| |           |       |           |                          |
|                                                       |           |       |           |                          |
| Pino 67’ Medina 89’                                   | Marcatori |       |           |                          |

| Diriamba 29 ottobre 1995                                                  | Nicaragua | 0 – 5                                   | Panama | Estadio Cacique Diriangén |
| \| \| \| \| \| \| Marcatori \| 18’ Sánchez 48’ 50’ 62’ Pino 75’ Quiroz \| |           |                                         |        |                           |
|                                                                           |           |                                         |        |                           |
|                                                                           | Marcatori | 18’ Sánchez 48’ 50’ 62’ Pino 75’ Quiroz |        |                           |

Panama qualificato alla fase finale.